# Эбюэхи, Тайронн
Тайронн Эфе Эбюэхи (англ. Tyronne Efe Ebuehi; род. 16 декабря 1995, Харлем) — нигерийский футболист, защитник итальянского клуба «Эмполи» и сборной Нигерии.

## Карьера

### Клубная
Эбюэхи родился на территории Нидерландов и проходил молодёжную карьеру за нидерландские клубы. Летом 2014 подписал свой первый профессиональный контракт с клубом АДО Ден Хааг. Дебют в Эредивизи состоялся 10 августа того же года в матче против «Фейеноорда».
19 мая 2018 года подписал пятилетний контракт с лиссабонской «Бенфикой». 28 июля 2018 года в матче предсезонного Международного кубка чемпионов с «Ювентусом» Эбюэхи получил разрыв крестообразных связок левого колена, из-за чего пропустил весь сезон 2018/19.
В августе 2020 года перешёл на правах аренды в нидерландский «Твенте».
28 июня 2021 года на правах аренды на сезон присоединился к итальянскому клубу «Венеция».
5 июля 2022 года подписал контракт с итальянским клубом «Эмполи» до июня 2025 года.

### Сборная
В ноябре 2016 года Эбюэхи был впервые вызван в национальную сборную Нигерии на отборочный матч чемпионата мира 2018 против сборной Алжира. В марте 2017 призывался на товарищеские матчи против Сенегала и Буркина-Фасо. 1 июня того же года состоялся дебют в товарищеской игре против Того. Эбюэхи был включён в заявку сборной на чемпионат мира 2018 года, проходивший в России. На турнире он был запасным и вышел на замену лишь в одном матче с командой Исландии.

## Личная жизнь
Его отец имеет нигерийские корни, а мать — нидерландские.

## Достижения
- Обладатель Суперкубка Португалии: 2019